# Джордж Денс

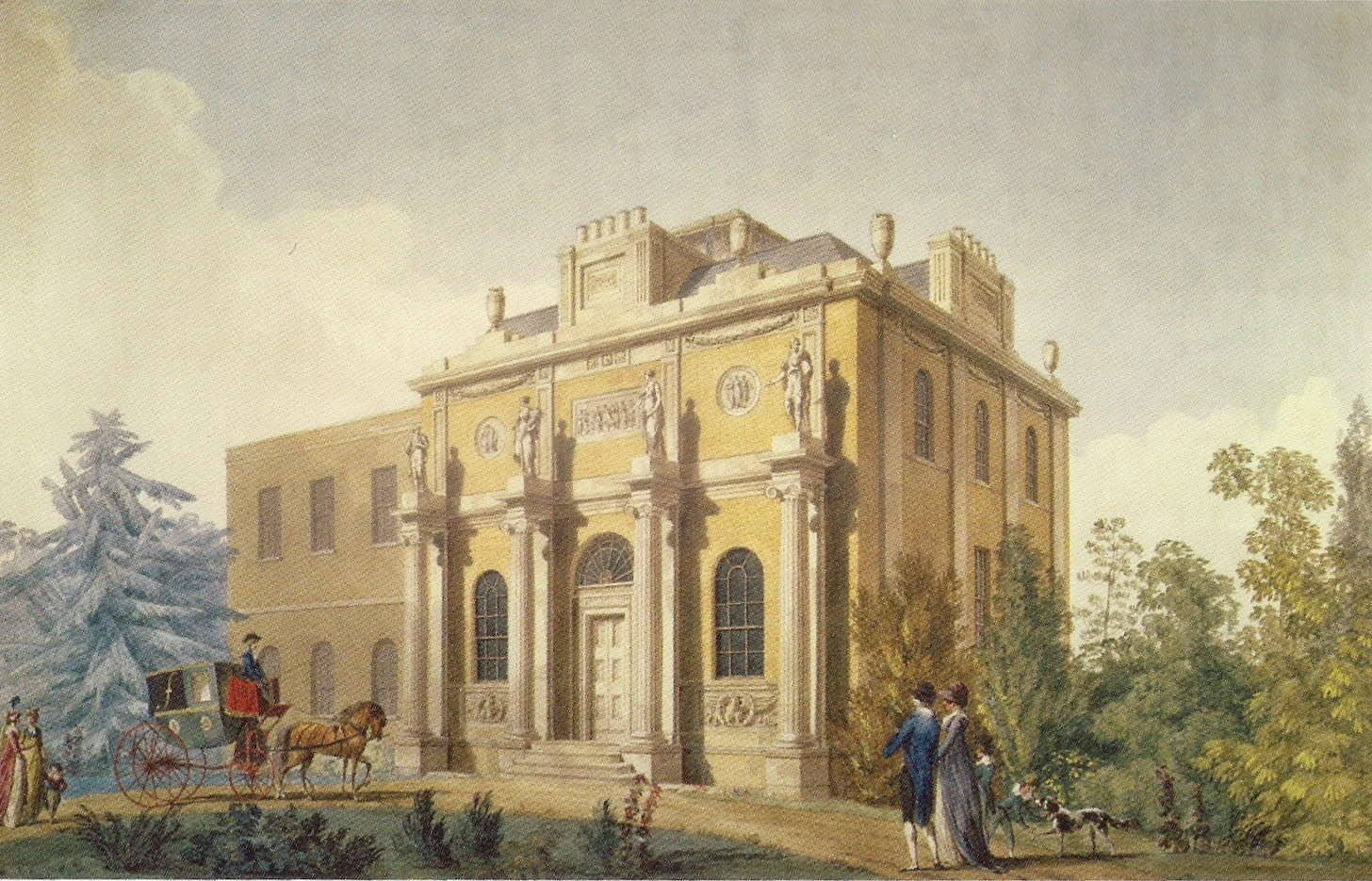
Будинок Джорджа Денса

Джордж Денс (Молодший) (1 квітня 1741,Чісвелл-Стріт,  Лондон -14 січня 1825 р., Лондон )- британський архітектор, художник, член Королівської академії Великої Британії.

## Біографія
Джордж Денс - молодший син Джорджа Денса Старшого, який був виконавцем робіт на будівництвах Лондона в 1735-1768 роки. У 1719 році архітектор  одружився з Елізабет Гульд. Їхній п'ятий син, Джордж, родился 1 квітня 1741 року в сімейному будинку в  Чісвелл-Стріт,  у Лондоні. Отримав освіту   в Сент-Полз-Скул. У 1765-1759 рр. вивчав у Римі  креслення. Працював у підпорядкуванні у свого батька.  У сімнадцять років Денс вирушив у тривалу подорож Після недовгого перебування у Флоренції, де до нього приєднався його брат Натаніель, який вже вивчав живопис в Італії,у травні 1759 року вони вирушили до Риму. Згодом виконував завдання у Римі, де на    Денса вплинули гравюри Піранезі, чиї  точні зображення великих римських руїн сповнені роздумами про зруйновану велич. На той час це  гармоніювало з неокласичними ідеалами. У своїх майбутніх творіннях Джордж Денс використав ідеї античних зодчих. Денс повернувся в Лондон. Після смерті батька в 1768 році він зайняв його місце. Був  інспектором всього будівництва в центральній частині Лондона, Сіті. Помер у Лондоні 14 січня 1825 р. і похований у соборі Св. Павла.

## Творчість
У ранніх роботах Денс відтворив античні варіанти в неокласичному стилі.  Церква Всіх Святих, Лондонська стіна (1765 - 1767), одна з небагатьох будівель Денса, яка збереглась до наших днів. У неї нестандартний вигляд, неокласичне внутрішнє оздоблення, типове для самобутнього підходу  до архітектурного проектування. Архітектор спроектував свою найбільш відому будівлю Ньюгейтської в'язниці  близько 1765-1778 рр.(знесено в 1902). Споруда  визначалась міцністю і суворістю рустованої  кам'яної кладки. У будівлі Ньюгейтської в'язниці  простежується вплив неокласичної теорії пропорцій Роберта Морріса.  
Завдяки Денсу стали популярними "круглі площі" і півмісяці (розташування будинків напівкруглими рядами) при складанні плану лондонських вулиць.  Але багато проектів архітектора не були втілені. Серед повністю закінчених площа Америки, Міноріс (1768), площа Фінсбері (1777) і кругла площа Фінсбері (1814).
Джордж Денс-молодший заново відбудував Гілд-хол - середньовічну лондонську ратушу і розробив проект порту лондонських вест-індійських доків. Будівля Гілд-хол була побудована у XV столітті (бл. 1411-1440) Після пожеж і численних перебудов зберігся лише старий портал, який Данс майстерно включив у свій  фасад (1788-1789 рр.)

## Королівська академія
З  братом Натаніелем Джордж Денс був членом-засновником Королівської Академії, заснованої 10 грудня 1768. У 1795, році  Денс був призначений  відповідальним за рахунки Королівської Академії після відставки сера Вільяма Чемберса, і в 1796 вони стали першими аудиторами Академії.

## Колекція портретів
Після 1798 року своє життя присвятив мистецтву, а не архітектурі. У його спадщині портрети    його друзів.  Сімдесят дві гравюри дійшли до наших днів.   Багато портретів знаходяться в Національній Портретній галереї.